# Liuba Berlin
Liuba Berlin (en ruso: Люба Берлин, tr.: Liuba Berlin); Rostov del Don, URSS , 19 de octubre de 1915 – URSS, 26 de marzo de 1936) fue una paracaidista, pionera en el salto de caída libre en la URSS.

## Biografía
Nació en la ciudad de Rostov del Don, Rusia, el 19 de octubre de 1915, se trasladó a Moscú antes de cumplir el año de edad. Después de la terminación de la escuela estudió en la tipografía "Pravda", e hizo dos años de piano.
Era una persona muy culta, que hablaba varios idiomas, aficionada al arte, literatura y la música; y a practicar deportes como el tenis o la natación.
Sus rasgos más distintivos eran la Modestia y su capacidad de perfección.

## Trayectoria paracaidística
Su primer contacto con el paracaidismo fue en el verano de 1928, en el aeródromo de Lípetsk. Un conocido que trabajaba de reportero fotográfico en la Escuela Superior de Paracaídas le enseñó las primeras fotos y le habló de las pruebas que se realizaban en los dispositivos. Posteriormente, la invitó a ir al aeroclub. Allí, le presentó a Moshkovsky, el jefe de la escuela de paracaidistas. Este les invitó a presenciar unos saltos. Al ver saltar a Tasya Nefedova, que en ese momento realizaba su segundo salto, supo que tenía que saltar. Insistió tanto que Moshkovsky le dio ese día un vuelo en un biplano Polikarpov U-2, enseñándole los procedimientos, pero sin saltar.   
Tras pasar el reconocimiento médico y varios intentos fallidos a causa del fuerte viento, la tarde del 3 de agosto de 1933, Liuba realizó su primer salto desde 500 m.
El 5.º salto lo realizó desde un ANT-14 el día de la Aeronáutica Soviética. A partir del 18 de agosto se incorporó a la plantilla de instrucción del aeroclub y comenzó el aprendizaje de los sistemas de paracaídas. 
En el verano de 1934 realizó su primera caída libre con retardo.
En dos años y medio realizó 45 saltos, aterrizando en algunos en el tejado de casas, con anécdotas simpáticas. Su amiga Tamara Ivanova le ayudó en una de ellas.
El 30 de mayo de 1935 realiza el primer salto femenino mundial desde un planeador, pilotado por uno de los mejores pilotos soviéticos de la época, Malyugin. 
Como miembro del grupo de “Las seis magníficas”, intentó establecer un récord de altitud individual, pero el avión Polikarpov R-5 del aeroclub estaba en reparaciones y su salto fue superada por las otras integrantes Fedorova, Kutalova, Shishmareva y Pyasetskya.
Formó parte en el viaje de la Delegación de Aviación Soviética a Rumanía. Allí participaron en la Fiesta de Aviación en Bucarest en octubre de 1935, despertando entre el público asistente gran curiosidad. Los integrantes eran, saltadores: Balashov, Loginov, Storozhenko y Stepanov; saltadoras: Kutalova, Ivanova, Babushkina, Malinovskaya y Berlín. 

Posteriormente intentaría realizar, junto a Tamara Ivanova, un salto de exhibición para Iósif Stalin, que se anuló por falta de tiempo en la visita, aunque el Mandatario habló largo y tendido con las saltadoras.
Durante el verano de 1935 Berlin e Ivanova estuvieron entrenando las técnicas de salto con retardo, estabilización, salida de barrena, etc., realizando saltos desde aparatos R-5, o dos U-2. Las conocían como las hermanas Berlin-Ivanov.

## El último salto
El 26 de marzo de 1936 el salto de exhibición previsto desde 4000 m de altura, realizado desde un aparato Polikarpov R-5, resultó en tragedia, al fallecer las dos saltadoras por realizar la apertura de la campana demasiado bajo para un completo inflado de la misma. Las causas se atribuyen a una entrada en barrena y su imposibilidad de recuperación antes de obtener una altura de seguridad. Era el 50.º salto de Liuba Berlin y el 47.º de Tamara Ivanova.

## Repercusiones del accidente
Tras la trágica pérdida de las famosas paracaidistas, el Gobierno de la URSS convocó un concurso a nivel nacional para otorgar un premio a quien fuese capaz de fabricar un Dispositivo de Apertura Automática de paracaídas.

## Legado
El asteroide (1062) Ljuba, con un diámetro de 142 km, descubierto por Serguéi Beliavski, recibió el nombre en su honor.